# Бурчак Олег Михайлович
Олег Михайлович Бурчак (нар. 21 квітня 1962, Київ, УРСР) — радянський та український футболіст, виступав на позиції нападник та півзахисника.

## Життєпис
Вихованець СДЮШОР «Динамо» (Київ), перший тренер — В. Яценко. Дорослу футбольну кар'єру розпочав у клубі «Торпедо» (Волзький), кольори якого захищав до 1986 року. За цей час у Другій лізі СРСР відіграв 132 матчі та відзначився 8-а голами. По ходу сезону 1986 року перейшов до чернівецької «Буковини», кольори якої захищав до завершення сезону 1990 року. У футболці чернівецького клубу зіграв 204 матчі та відзначився 11-а голами. Наступного сезону виступав за «Ладу» (Чернівці), у футболці якої відзначився 7-а голами.
У 1992 році в складі «Газовика» став учасником першого розіграшу Першої ліги. Дебютував у футболці клубу з Комарного 4 квітня 1992 року в переможному (1:0) домашньому поєдинку 1-о туру першої підгрупи проти роменського «Електрона». Олег вийшов на поле в стартовому складі та відіграв увесь матч. У складі «Газовика» зіграв 11 матчів. По ходу сезону повернувся до чернівецької «Лади», в якій виступав в аматорському чемпіонаті України. У сезонах 1992/93 та 1993/94 роках виступав у молдовському клубі «Ністру» (Атаки), в перерві між виступами за молдовську команду виступав у чернівецькій «Ладі». Сезон 1994/95 років розпочав у «Буковині». Дебютував за чернівецьку команду 17 жовтня 1994 року в програному (0:1) домашньому поєдинку 15-о туру Першої ліги проти алчевської «Сталі». Бурчак вийшов на поле в стартовому складі та відіграв увесь матч. У футболці «Буковини» зіграв 9 матчів у Першій лізі. Другу частину сезону провів у «Ладі», яка виступала в Третій лізі України (10 матчів, 1 гол). У сезоні 1995/96 років виступав в аматорському чемпіонаті України в складі чернігівського «Меблевика» (4 матчі). З 1997 по 1998 рік виступав у клубах «Заставна» та «Колос» (Лужани).